# Liste der Mitglieder des Consiglio Grande e Generale (11. Legislaturperiode)
Die Liste gibt einen Überblick über alle Abgeordneten des Consiglio Grande e Generale, der Legislative San Marinos, in der 11. Legislaturperiode von 1943 bis 1945.

## Zusammensetzung
Bei den Parlamentswahlen vom 5. September 1943, den ersten nach dem Ende des Faschismus in San Marino, trat nur eine Einheitsliste an. Der Consiglio Grande e Generale setzte sich wie folgt zusammen.
| Mitglied des Consiglio Grande e Generale |
| ---------------------------------------- |
| Fausto Amadori                           |
| Mario Bacciocchi                         |
| Francesco Balsimello                     |
| Romolo Berti                             |
| Federico Bigi                            |
| Agostino Biordi                          |
| Marino Cardelli                          |
| Luigi Casadei                            |
| Alvaro Casali                            |
| Alfonso Ceccoli                          |
| Angelo Cesarini                          |
| Cesare Cesarini                          |
| Antonio Chiaruzzi                        |
| Marino Della Balda                       |
| Ferdinando Fattori                       |
| Giuseppe Filippi                         |
| Pier Paolo Filippi                       |
| Giuseppe Forcellini                      |
| Augusto Foschi                           |
| Giovanni Franciosi                       |
| Pio Galassi                              |
| Donato Gattei                            |
| Gino Giacomini                           |
| Luigi Giancecchi                         |
| Angelo Giovagnoli                        |
| Augusto Giulianelli                      |
| Venanzino Guidi                          |
| Sante Lonfernini                         |
| Teodoro Lonfernini                       |
| Giuseppe Maiani                          |
| Marino Maiani                            |
| Marco Marcucci                           |
| Ferruccio Martelli                       |
| Filippo Martelli                         |
| Luigi Molinari                           |
| Luigi Montironi                          |
| Antonio Morganti                         |
| Egisto Morri                             |
| Moro Morri                               |
| Antonio Mularoni                         |
| Marino Mularoni                          |
| Pietro Mularoni                          |
| Domenico Ragini                          |
| Alberto Reffi                            |
| Alessandro Reffi                         |
| Rufo Reffi                               |
| Enrico Rossi                             |
| Marino Rossini                           |
| Virgilio Salicioni                       |
| Marino Simbeni                           |
| Adalgiso Staccchini                      |
| Enea Suzzi Valli                         |
| Leonida Suzzi Valli                      |
| Vincenzo Terenzi                         |
| Domenico Tomassoni                       |
| Giuseppe Tonelli                         |
| Vitaliano Tonelli                        |
| Luigi Tonnini                            |
| Pietro Valentini                         |
| Sanzio Valentino                         |